# Botschaft von Japan (Bonn)

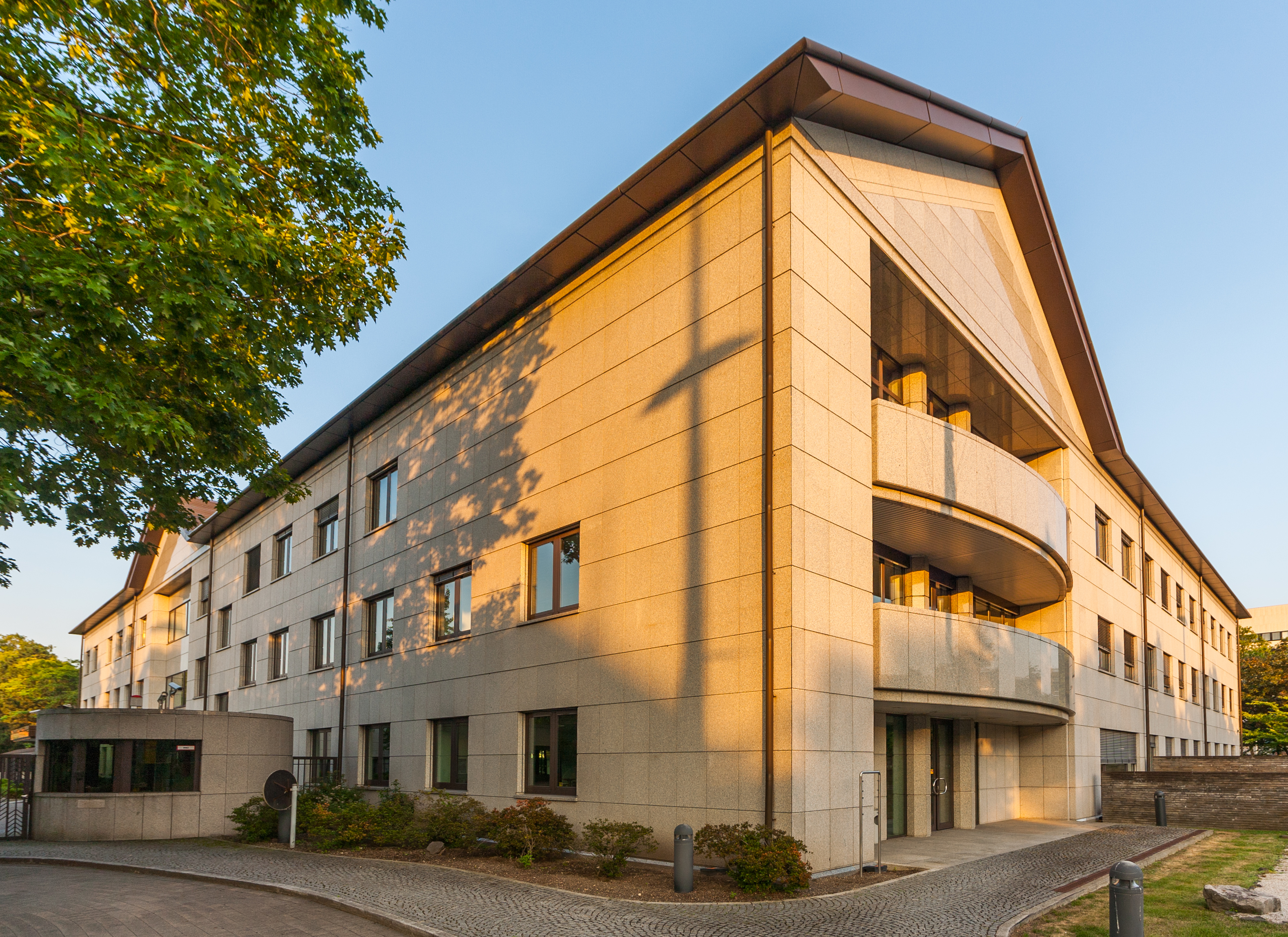
Ehemaliges Kanzleigebäude der japanischen Botschaft, Ansicht von der Godesberger Allee (2013)

Die Botschaft von Japan in der Bundesrepublik Deutschland hatte von etwa 1960 bis 1999 ihren Sitz im Bonner Stadtbezirk Bad Godesberg. Das ehemalige Kanzleigebäude der Botschaft, errichtet 1989/90, liegt im Ortsteil Hochkreuz an der Ostseite der Godesberger Allee (B 9) Ecke Kennedyallee mit der Adresse Godesberger Allee 102–104.

## Geschichte

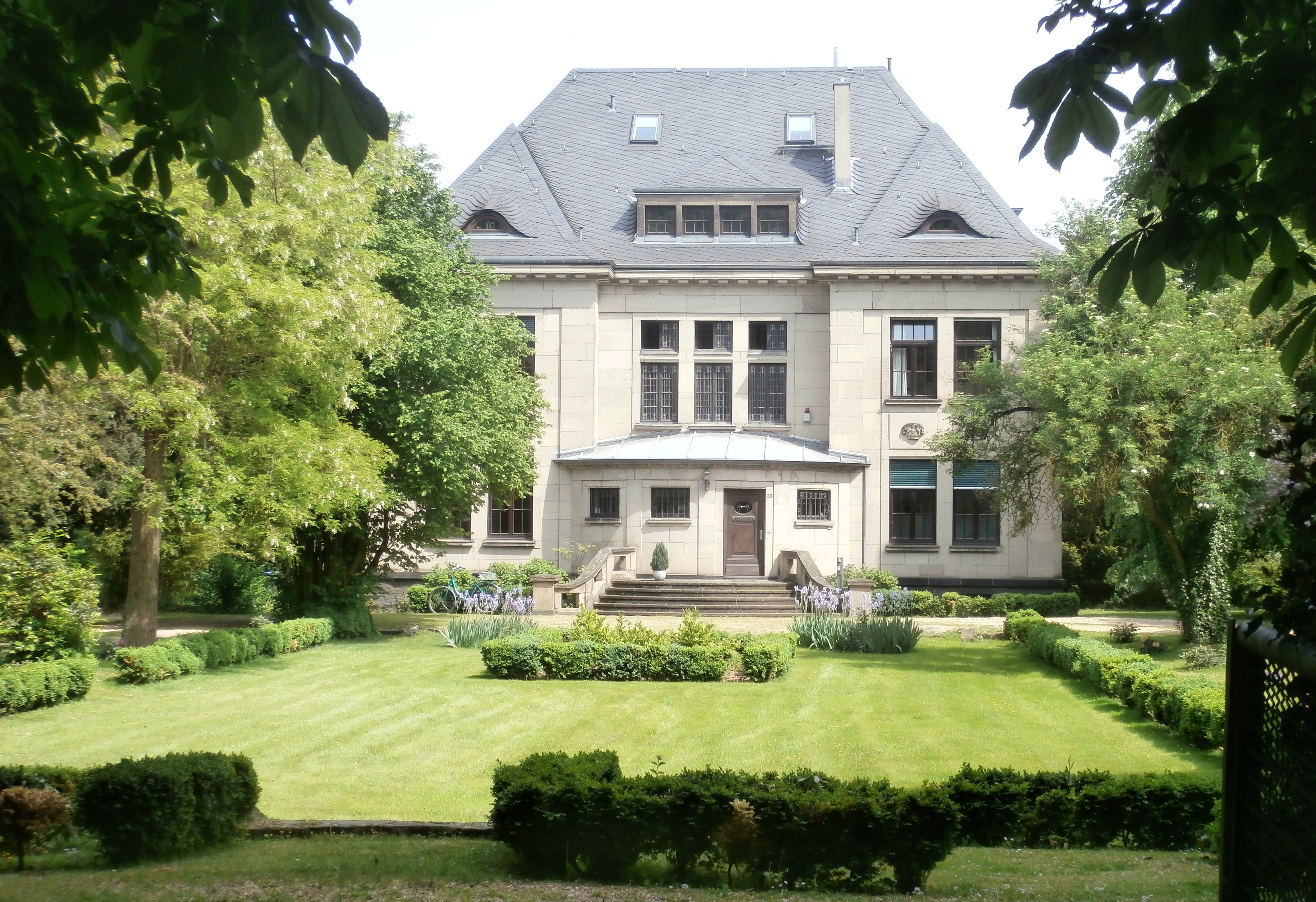
„Villa Struwe“ in Oberwinter, bis 1962 Residenz des japanischen Botschafters (2014)

Nach der Aufnahme diplomatischer Beziehungen zur Bundesrepublik Deutschland im Jahre 1951 eröffnete Japan eine Botschaft am Regierungssitz Bonn. Sie wurde anfänglich von einem Geschäftsträger geleitet, bis im Januar 1954 der erste bevollmächtigte Botschafter akkreditiert wurde. Die Kanzlei der Botschaft befand sich zunächst, mindestens bis 1955, im Ortsteil Venusberg (Kiefernweg 11/15) und zog 1955 an den Nordrand des neuen Parlaments- und Regierungsviertels in ein 1951/52 nach Plänen des Bonner Architekten Wilhelm Denninger erbautes vormaliges Wohnhaus (Wörthstraße 19, heute Tempelstraße) um. Neuer Standort wurde 1961 der spätere Stadtbezirk Bad Godesberg (Kölner Straße 139), in dem die Kanzlei mindestens bis 1977 ansässig war. Als Residenz der Botschaft, Wohnsitz des Botschafters, diente zunächst die „Villa Struwe“ (Hauptstraße 26) in Oberwinter, von 1962 bis 1973 die Villa Lindenallee 51 im Kölner Stadtteil Marienburg und anschließend ein mehrere Gebäude umfassendes, von dem Industriellen Rudolf Plate (1939–2013) errichtetes Anwesen im Bonner Ortsteil Ippendorf (Quellenweg 6–8) mit einem Grundstück von 1,35 ha. Um den Jahreswechsel 1978/79 wurde die Kanzlei innerhalb Bonns in das Bürohochhaus Bonn-Center verlegt, wo sie zuletzt über 65 Mitarbeiter verfügte.
Seit Ende der 1970er-Jahre plante die japanische Regierung einen Neubau der Botschaftskanzlei an der Bundesstraße 9 im Norden des Stadtbezirks Bad Godesberg. Das spätere Baugrundstück erwarb sie im Jahre 1979. Die Verhandlungen mit der Stadt Bonn über den Neubau begannen im Frühsommer 1986, im März 1987 war das Planungskonzept fertiggestellt. Nach dem Bauantrag vom April 1988 wurde im Mai 1989 mit dem Bau begonnen. Er entstand nach einem Entwurf des japanischen Architekten Shosuke Nonaka bei Kosten von 29 Millionen D-Mark. Im Herbst 1990 wurde er als letzter Botschaftsneubau in Bonn fertiggestellt und bezogen, die offizielle Einweihung erfolgte am 15. Mai 1991 und war mit der Pflanzung eines Kirschbaums verbunden.
Im Zuge der Verlegung des Parlaments- und Regierungssitzes zog die japanische Botschaft Anfang August 1999 nach Berlin um (→ Japanische Botschaft in Berlin). In Bonn wurde zunächst eine Außenstelle der Botschaft mit dem Konsularbezirk Nordrhein-Westfalen (nur Regierungsbezirk Köln), Rheinland-Pfalz und Saarland belassen, die zuletzt mit einem Botschaftsrat und drei Sekretären besetzt war. Am 30. Juni 2002 wurde die Außenstelle geschlossen. Anschließend standen die bisherigen Botschaftsgebäude leer. Die ehemalige Residenz im Ortsteil Ippendorf wurde 2005/06 für eine Neubebauung mit Wohnhäusern abgebrochen, das ehemalige Kanzleigebäude konnte im Januar 2006 mit einer zugehörigen Grundstücksfläche von 8.000 m² an einen Bonner Privatinvestor verkauft werden. Heute ist es Standort des „Head Office“ der „DHL FREIGHT GmbH“, einem Tochterunternehmen der Deutsche Post DHL.

## Gebäude

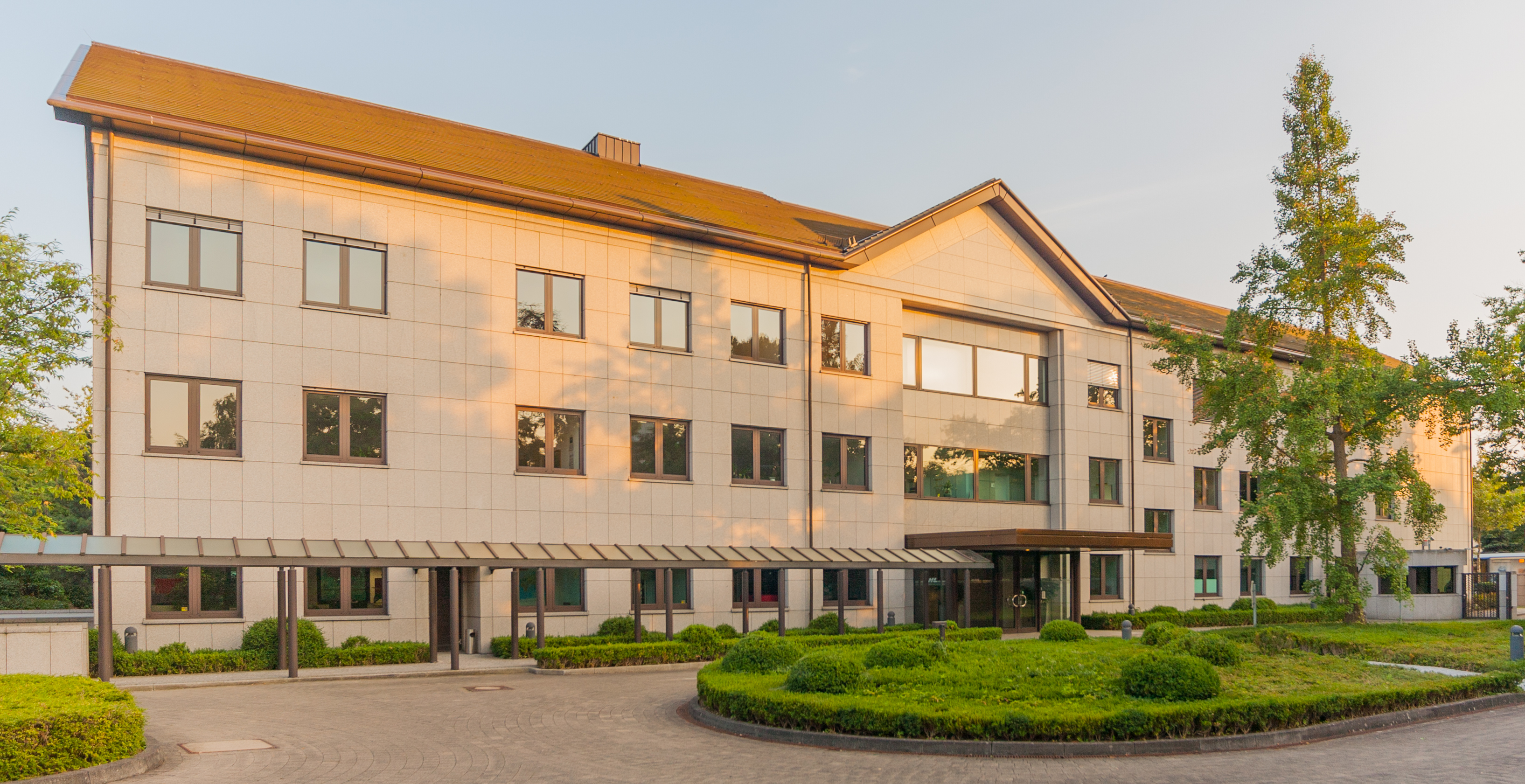
Ansicht aus Nordost

Das ehemalige Botschaftsgebäude ist dreigeschossig auf L-förmigem Grundriss errichtet, von einer beigen Granitfassade verkleidet und wird nach oben hin von einem aus Japan importierten Satteldach aus Edelstahl abgeschlossen. In nüchternen Formen gehalten, vereint es Elemente japanischer und europäischer Architektur. Das Gebäude beinhaltet eine Nutzfläche von etwa 4.500 m² und verfügt über eine Tiefgarage mit einer ursprünglichen Kapazität von 80 Autos. Es bestehen zwei Zufahrten, eine von der B 9 (früher für Gäste und Mitarbeiter der Konsularabteilung) und eine weitere von der rückwärtigen Stephan-Lochner-Straße (früher für die restlichen Botschaftsangestellten). Die Straßenfront wurde von dem kaiserlichen Siegel Japans geschmückt. Zu den landestypischen Eigenheiten des Botschaftsgebäudes gehörte ein Japanischer Garten, der noch in Resten erhalten ist.